# Kanał d’Entrecasteaux

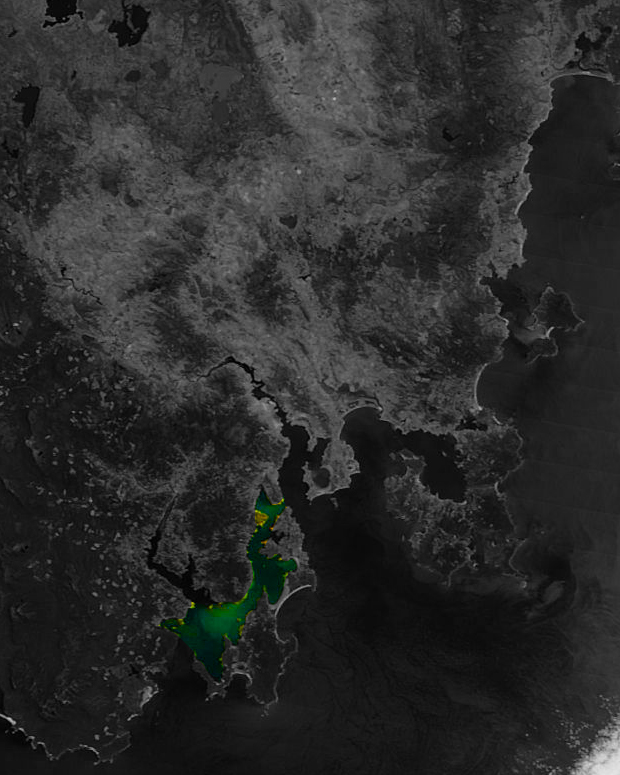
Kanał d’Entrecasteaux.

Kanał d’Entrecasteaux – kanał morski oddzielający Tasmanię od wyspy Bruny. Rozciąga się od ujścia rzeki Derwent, aż po rzekę Huon. Odkryty przez Abela Tasmana w 1642 a zbadany w 1792 przez Antoine’a Bruni d’Entrecasteaux.
Miasta położone nad kanałem: Snug, Margate, Kettering, Woodbridge, Middleton i Gordon.